# Sizenando Campos
Sizenando da Silva Campos é um político e médico brasileiro. Foi vereador e prefeito do município goiano de Trindade entre 1958 e 1960. Além disso, é pai de Sizenando da Silva Campos Júnior, presidente da Unimed de Goiânia.

## Obras
Uma de suas realizações como prefeito foi a construção do Mercado Municipal Alvino Alves de Souza, no ano de 1960 . O Mercado Municipal foi revitalizado em 2019, ocasião na qual o prefeito Jânio Darrot exaltou a qualidade do órgão público, dizendo que Sizenando fez uma obra "adiante do seu tempo" 